# Mulini di Galerme
(Ferdinand Adolf Gregorovius, Ricordi storici e pittorici d'Italia, pag. 345)
I Mulini di Galerme furono un complesso di mulini ad acqua posti sopra la cavea del Teatro Greco di Siracusa; risalenti ad epoca tardo-medievale. Prendono il nome dall'acquedotto Galermi. Di questo complesso oggi è rimasta visibile solamente la cosiddetta casetta dei mugnai; una sorta di torre collegata al periodo storico dei Mulini di Galerme i quali vennero edificati al tempo del feudalesimo siciliano intorno alla delicata e archeologica zona del colle Temenite. Interessante da un punto di vista architettonico doveva essere l'alto Ponte canale dei mulini, anch'esso demolito nel periodo ottocentesco. Sotto l'intatta casetta dei mugnai è stata ritrovata una grotticella funeraria a forno, databile al periodo siculo; ritrovamento importante poiché dà l'ulteriore conferma che il rilievo del Temenite fu frequentato già in epoca pre-greca.

## La storia dei mulini di Siracusa

### Il feudalesimo in Sicilia

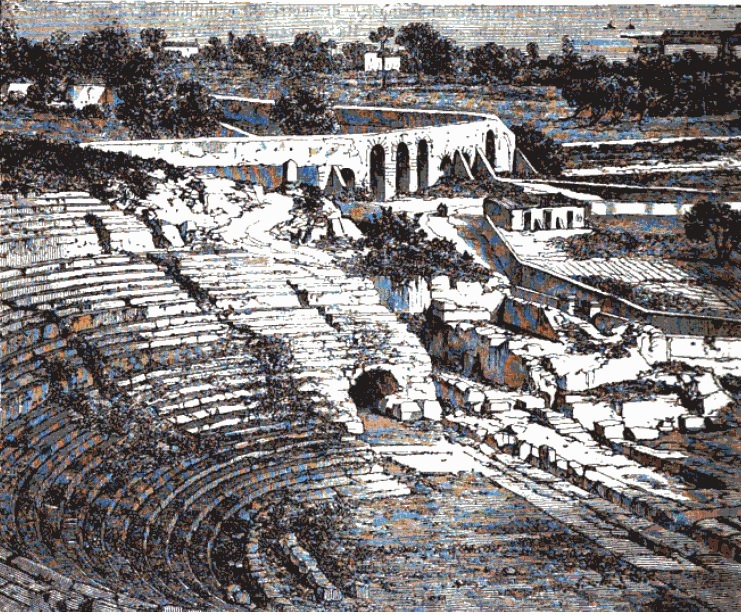
Il Ponte canale dei mulini (oggi non più esistente) confluente con l'acquedotto Galermi, costruito accanto al Teatro Greco; tutt'intorno il complesso dei Mulini ad acqua in un'illustrazione di Amato Amati (1869)

La storia di questi mulini posti nella cavea del teatro greco, affonda le sue radici nel tempo in cui il feudalesimo in Sicilia raggiunse livelli così elevati da creare disagi e difficoltà sociali a intere popolazioni. La casetta dei mugnai, legata alle vicende di quel periodo si trova nel luogo in cui il barone di Sortino Pietro Gaetani fece scelleratamente costruire tutta una serie di mulini ad acqua che deturparono il paesaggio e l'architettura dell'antico e importante teatro greco.
Il nobile Gaetani proveniva dalla Toscana e si era trasferito a Palermo in cerca di fortuna. Trovò ciò che cercava quando gli si aprì la possibilità di acquistare il feudo di Sortino; all'epoca piccolo borgo situato in Provincia di Siracusa ma molto desiderato poiché esso possedeva ingenti risorse naturali ed inoltre rappresentava uno dei due ingressi di Pantalica, l'immensa necropoli sicula (oggi Patrimonio dell'umanità Unesco). Lì vi era il secolare acquedotto Galermi, fatto costruire dal tiranno Gelone con le maestranze cartaginesi quando i siracusani sconfissero Cartagine nella Battaglia di Imera nel 480 a.C..
Il barone Gaetani, già principe di Cassaro perché suo padre Cesare Gaetani aveva sposato la marchesa Beatrice Siracusa e ne aveva ereditato la proprietà feudale, non avrebbe dovuto riguardare la storia della città aretusea se non fosse che Pietro Gaetani, facendosi signore di Sortino, aveva ereditato anche il terreno dove sorgeva l'acquedotto Galermi; esso attingeva le sue acque direttamente da Pantalica attraverso un canale scavato nella roccia giungeva infine a Siracusa nei pressi della Neapolis, sul terrazzo del colle Temenite. Questo acquedotto era ormai fuori uso da molti anni ma le sue acque servivano alla città di Siracusa, poiché rappresentavano il sistema per alimentare i mulini ad acqua.
La città infatti non disponeva di propri mulini e questo era un grosso danno perché ogni qual volta gli abitanti necessitavano di macinare il grano dovevano allontanarsi parecchio e andare a far la farina in luoghi distanti, con uno spreco di fatica e denaro. Si necessitava dunque la riattivazione del principale approvvigionamento idrico di Siracusa, ovvero l'acquedotto Galermi.
Ma il barone Pietro Gaetani ne rivendicò il possesso dicendo al Senato siracusano che l'acquedotto ricadeva sui suoi terreni, per cui sue erano le acque che ne scorrevano. Non avendo in quel periodo la città di Siracusa né i mezzi né la forza per contrastare le pretese feudali del barone di Sortino, il 16 novembre 1576 venne firmato un patto, che oggi si definirebbe di dubbia morale e fondato sulla prepotenza, con il quale la città di Siracusa riconosceva al barone Pietro Gaetani l'assoluto diritto di questi sull'acqua che doveva arrivare nella città aretusea. Dunque il barone divenne il solo proprietario di un bene comune e fondamentale come l'acqua.
In cambio di questa totale concessione il barone si impegnava a sue spese a riattivare l'antico acquedotto Galermi e di farlo confluire fino al colle Temenite a Siracusa. I mulini che vi sarebbero stati costruiti sarebbero stati di proprietà dello stesso barone. Tommaso Gargallo, noto poeta ed erudito siracusano vissuto tra la fine del settecento e l'inizio dell'Ottocento, descrisse nelle sue memorie le vicende di quel tempo e così ci descrisse quel contratto feudale:
(Tommaso Gargallo, Memorie Patrie Per Lo Ristori Di Siracusa, Volume 1, pag. 52)
Prosegue Tommaso Gargallo elencandoci ciò che il Gaetani impose alla città:
(Tommaso Gargallo, Memorie Patrie Per Lo Ristori Di Siracusa, Volume 1, pag. 52-53)

### La costruzione dei mulini

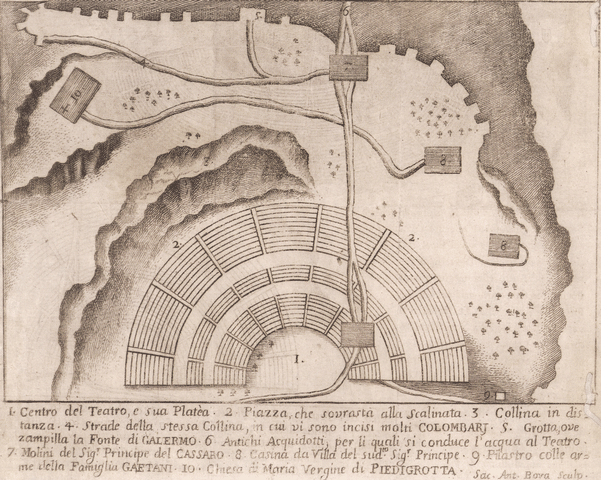
Teatro Greco; incisione raffigurante la posizione dei mulini nel '700.

Questa era la situazione che si venne a creare in un contesto di emarginazione, difficoltà economica e senz'alcuna tutela legale per il popolo. Inoltre, Pietro Gaetani si riservava li diritto di scegliere egli stesso dove far nascere questi mulini:
(Japadre, Geo-archeologia, 1985)
Egli aveva dunque "carta bianca" sulla costruzione di questi mulini e fu scelta come sede niente meno che la delicata cavea del Teatro Greco di Siracusa. 
Per capire come ciò fu possibile bisogna far presente che in epoca medievale le popolazioni avevano perso qualsiasi interesse, e probabilmente anche conoscenza, per le opere di epoca greco-romana. Per dare un esempio esaustivo di questo concetto basta dire che il Colosseo di Roma in epoca medievale divenne sede di abitazioni, così come l'Anfiteatro romano di Catania, quasi totalmente inglobato dalle abitazioni successive. Sorte simile la ebbero i grandi monumenti siracusani come l'Anfiteatro romano di Siracusa e il già citato Teatro Greco.
In questo contesto non illuminato dunque l'esercito spagnolo di Carlo V stanziato a Siracusa si dedicò alla sistematica estrazione della pietra dei maggiori monumenti aretusei; riutilizzata per le fortificazioni nell'isola di Ortigia. Fu così che nel 1500 venne distrutto il porticato, la scena tutto ciò che si potesse prendere dai monumenti greco-romani, solo le gradinate vennero risparmiate poiché non estraibili in quanto scavate direttamente sulla fertile roccia calcarea.
Sempre in quell'epoca il barone di Sortino, sicuro del contratto stipulato con la città, diede inizio ai lavori di costruzione per i mulini sopra il terrazzo del Temenite, dinnanzi al teatro. In base agli studi archeologici fatti si è detto che furono 8 in totale i mulini ad acqua edificati nei pressi del Ninfeo aretuseo. 
Il danno che provocarono alla cavea del teatro fu grande, poiché tutto il terrazzo del Temenite si riempì d'acqua:
(Alvise Spadaro, Caravaggio in Sicilia: il percorso smarrito, pag. 45)
Il Teatro Greco di Siracusa era divenuto dunque un immenso serbatoio per la lavorazione dei mulini:
(Alvise Spadaro, Caravaggio in Sicilia: il percorso smarrito, pag. 44)
Ma tutto ciò non poteva durare. La popolazione di Siracusa era oppressa da questa situazione. In un certo senso il Gaetani controllando l'acqua di Siracusa era come se controllasse l'intera città e su di essa esercitasse il suo volere, poiché aveva il monopolio su un bene prezioso come è l'acqua. Il popolo siracusano cominciò dunque a ribellarsi e a pretendere giustizia.
Inoltre il Gaetani non si accontentava di possedere l'acqua della città, egli possedeva anche i mulini e la rispettiva tassa sul macinato e come se non bastasse ogni danno o difficoltà che gli abitanti incontravano nel macinar la farina non poteva in alcun modo ricadere sulla persona giuridica del barone Pietro Gaetani e dei suoi eredi:
(Tommaso Gargallo, Memorie Patrie Per Lo Ristori Di Siracusa, Volume 1, pag. 53)

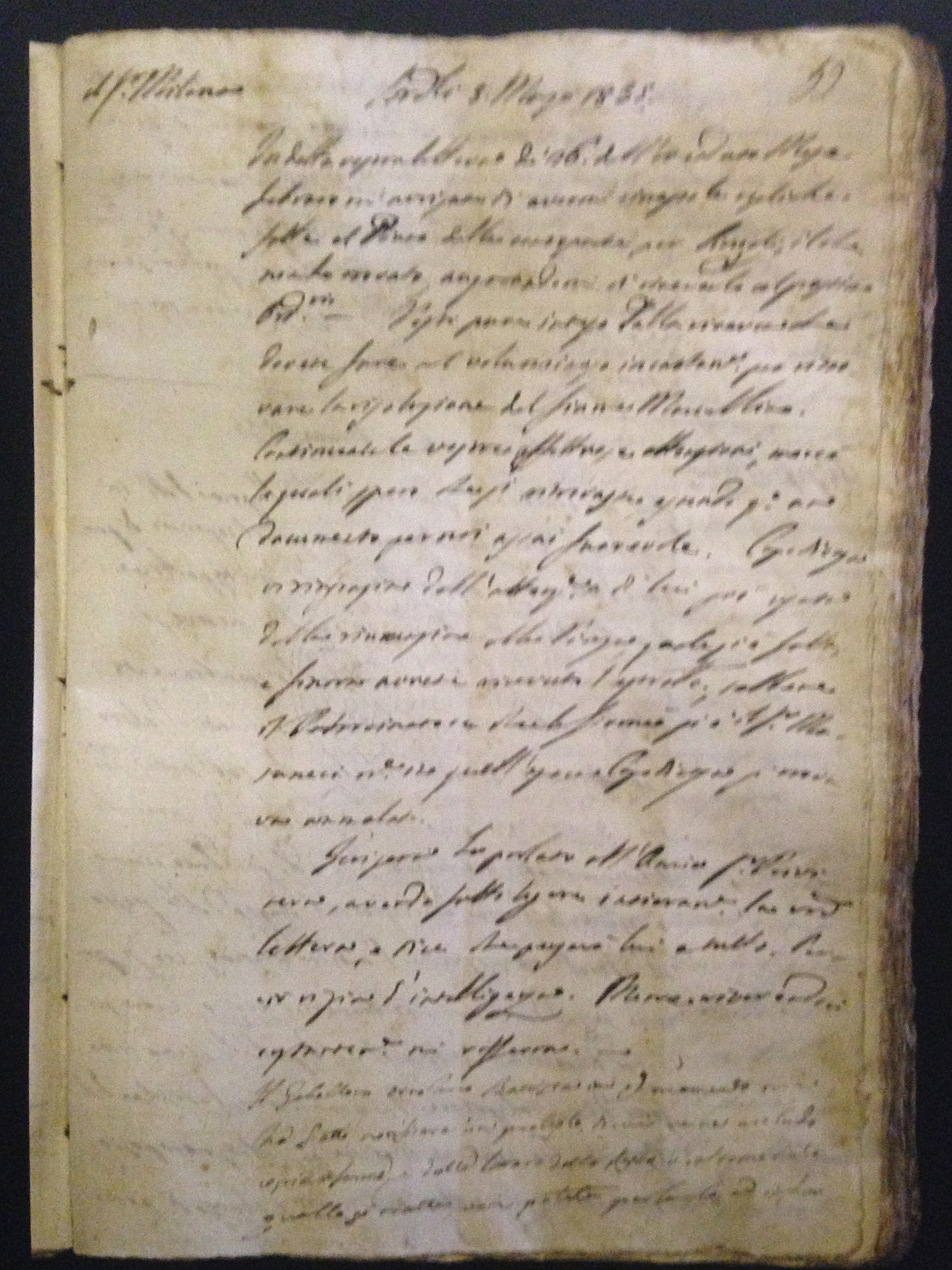
Lettera con richiesta di demolizione dei mulini Galermi presso il Teatro Greco, 2 marzo 1835

Proprio nel mezzo di questa estenuante situazione alcuni dei siracusani più dotti e più in vista all'epoca (fine '500-inizio '600) come Claudio Mario Arezzo, Tommaso Fazello, Vincenzo Mirabella, Giacomo Bonanni; cominciarono a guardare con occhi diversi il Teatro Greco che si trovavano davanti, rivedendovi finalmente i fasti e le avventure della Siracusa greca, riprendendo a parlare del periodo greco-romano che era stato totalmente dimenticato durante il medioevo. Ma la vera attenzione si facalizzò sul periodo classico a partire dal 1700. In quell'epoca vi fu ovunque una vera e propria riscoperta del mondo greco, ellenistico, romano. Per cui diventava ancora più insostenibile per i siracusani vedere il loro teatro ridotto in quella maniera, tanto che Tommaso Gargallo (di epoca settecentesca) dichiarò deciso:
(Tommaso Gargallo, Memorie Patrie Per Lo Ristori Di Siracusa, Volume 1, pag. 56)
Questa presa di posizione, che da un punto di vista sociologico potrebbe definirsi orgogliosa, sarebbe stata la leva che avrebbe portato a pubblico processo gli eredi del barone Gaetani e la città di Siracusa, la quale davanti al giudice chiedeva e pretendeva l'annullamento di quell'assurdo contratto sul monopolio dell'acqua.
Nel 1776 un erede del barone di Sortino provò a rivendicare i suoi diritti sul macinato siracusano, pretendendo con atto di legge che venissero aboliti tutti gli altri centimolai (mulini ad uso privato funzionanti non ad acqua) in maniera che i suoi mulini sul colle Temenite fossero gli unici e lui potesse prelevare tutto il denaro degli abitanti. Ma il Senato di Siracusa stavolta fece valere le sue ragioni rivolgendosi direttamente al re e facendogli presente che Siracusa (dichiarata in quel periodo Piazza d'armi) era una città altamente soggetta ad assedio nemico e in un contesto dove vi erano in atto delle guerre non era saggio privare i cittadini aretusei della possibilità di macinare la farina all'interno delle loro mura, perché altrimenti sarebbero dovuti andare ai mulini di Galerme, i quali si trovavano fuori le mura e quindi era una possibilità di attacco da parte degli eserciti invasori. Il re accolse le richieste del Senato cittadino e dichiarò che i mulini all'interno di Siracusa erano da considerarsi sotto la sua protezione. Per cui gli eredi del barone di Sortino nulla poterono fare per riottenere il monopolio del grano aretuseo.
Bisognerà comunque aspettare fino all'inizio del '900 perché fosse dichiarato per legge che l'acqua e il sottosuolo sono esclusiva proprietà dello Stato, per cui nessun barone o marchese poteva pretendere alcun diritto sul suo consumo. Ma nel frattempo Siracusa demolì tutti i mulini ad acqua, compreso il lungo ponte che fungeva da collegamento con la Neapolis.
Nulla rimase di quel complesso acquifero, eccetto un unico mulino denominato "casetta dei mugnai", quasi come fosse stato lasciato di proposito a memoria di quel tempo. Tale casetta si pensa fosse la sede del "mugnaio" ovvero di colui che controllava tutti i mulini di Galermi; secondo l'architetto Giuseppe Ali essa era in uso al gabelliere dei mulini, cioè a colui che raccoglieva i ricavati delle tesse sul grano. Secondo un'altra ipotesi, meno conosciuta, la casetta dei mugnai non avrebbe a che fare con il complesso dei mulini Galerme ma si tratterebbe in realtà di una torre militare di epoca successiva al feudalesimo,, tuttavia non vi è alcuna fonte certa che attesti l'uso militare e non agricolo di quella costruzione sopra la cavea del teatro.